# Hemilomecopterus alienus
Hemilomecopterus alienus är en skalbaggsart som beskrevs av Martins och Maria Helena M. Galileo 2004. Hemilomecopterus alienus ingår i släktet Hemilomecopterus och familjen långhorningar. Inga underarter finns listade i Catalogue of Life.